# Гонелла, Маттео Эустакио
Маттео Эустакио Гонелла (итал. Matteo Eustachio Gonella; 20 сентября 1811, Турин, Первая империя — 15 апреля 1870, Рим, Папская область) — итальянский куриальный кардинал и папский дипломат. Титулярный архиепископ Неокесарии с 20 мая 1850 по 13 марта 1868. Апостольский нунций в Бельгии с 13 июня 1850 по 1 октября 1861. Апостольский нунций в Баварии с 1 октября 1861 по 22 июня 1866. Епископ-архиепископ Витербо и Тускании с 22 июня 1866 по 15 апреля 1870. Кардинал-священник с 13 марта 1868, с титулом церкви Санта-Мария-сопра-Минерва с 16 марта 1868.